# 4238 Одрі
4238 Одрі (4238 Audrey) — астероїд головного поясу, відкритий 13 квітня 1980 року.
Тіссеранів параметр щодо Юпітера — 3,518.